# 芝山岩遺址
25°06′10″N 121°31′50″E / 25.1027651730783°N 121.530458098219°E
芝山岩遺址位於臺北市士林區芝山岩附近。面積約10公頃的遺址範圍除了包含芝山岩山麓及小丘頂部以外，並向山麓下方道路延伸。該遺址於1896年首度發現，也是臺灣發現的第一個史前時代遺址。

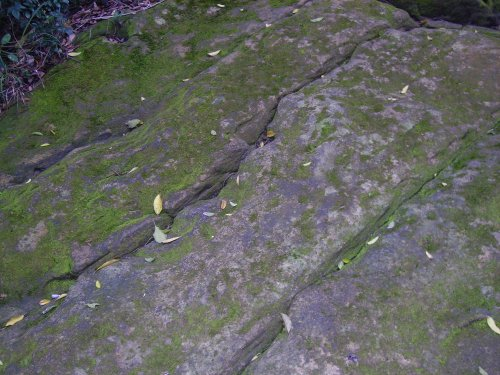
芝山岩山頂的岩石地面，直線為海底古生物的爬行痕跡

1993年，中華民國內政部指定該遺跡為二級古蹟，1997年《文化資產保存法》修訂後，改制為直轄市定古蹟。後來經過一連串考古探勘，2000年12月8日於挖掘墓葬過程裡，在芝山公園旁的考古坑洞中，發現兩具完整的史前時代人類骨骸。
2004年，臺北市政府以官辦民營方式委託臺北市野鳥學會維護經營包含該遺跡的芝山岩，並定名為「芝山文化生態綠園」，簡稱「芝山綠園」。

## 遺址發掘過程簡介
芝山岩為臺北市士林大直一帶的獨立小山丘，標高約51.5m，當地人也稱此山為「圓山仔」。18世紀，大量中國福建漳州移民移居該山丘附近的臺北八芝蘭（今士林區），因其小山丘風景很像中國漳州芝山，故以芝山岩為名，除此，一般來說，該地名命名方式與山頂上的芝山巖廟宇也有很大關係。（巖與岩同音。）
數百萬年前，芝山岩連同臺北盆地仍為海底世界。直至數千年前的史前時代，臺北盆地仍為一鹹淡水交接的大湖泊時，芝山岩成為一小島嶼。自1896年至2000年的多次考古挖掘後，發現芝山岩遺址為臺灣地區罕見的多文化層遺址。該遺址至少包含了漢人文化（清文化）植物園文化、圓山文化，芝山岩文化、訊塘埔文化與大坌坑文化等一個歷史文化與五個史前文化文化層。
1896年該遺跡初發現時，依照國際通行的辦法，以最接近遺址的現代村落為該遺址命名的原則，因此將其遺址命名為「芝山岩遺址」。又因為1979年於該地地表下約兩公尺深處，挖到一層含有史前文化的貝層，經過挖掘，芝山岩遺址中文化層，遺物內涵與已知的文化都不同，因此又用將最先發現的遺址名稱為該文化命名的國際慣例，另給予一個「芝山岩文化」的名稱。
芝山岩遺址的發掘過程如下：

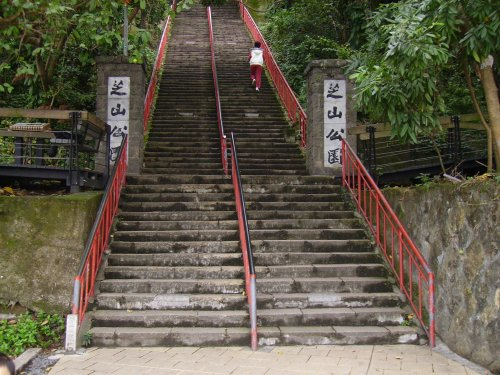
芝山公園

- 1896年：臺灣日治時期開始第二年，受臺灣總督府之託，東京帝國大學派出動物學、植物學、地質學及人類學四門學科專家到臺灣展開綜合調查。同年，陪同伊能嘉矩的總督府國語學校（今老松國小）教諭粟野傳之丞，前來臺北地區進行考古調查，在芝山岩山麓發現了臺灣第一個史前考古遺跡。
- 1979年：臺北市雨農國小興建教室時，在地表下約兩公尺深處，挖到一層含有史前文化的貝層，經過挖掘，該文物和臺北地區已知的文化都不同，因此另給予一個新文化的「芝山岩文化」名稱。芝山岩文化，經碳十四偵測後，證實其年代約在3600年至3000年之間，年代比稍早證實的圓山文化更早。
- 1981年：2月至4月再度於附近系統挖掘，發現更多遺址文物。
- 1989年-1992年：陸續於芝山岩山麓附近地表下挖坑深掘。
- 1993年：中華民國內政部指定芝山岩遺跡為國家第二級古蹟。同年，華梵大學建築學系進行芝山岩文化史蹟公園規劃研究。
- 1996年：臺北市政府就文化史蹟公園進行相關植物、動物、地質、史前文化、歷史、視覺景觀等議題進行研究。
- 2000年12月：由中央研究院歷史語言研究所研究員劉益昌率領六名年輕考古隊員進於芝山公園入口處旁挖出兩具完整人體遺骸，可以肉眼清晰分辨出頭骨、骨盆、腳骨等部位。兩人遺骸呈現九十度排列，由骨盆推斷，為一女一男，劉益昌推斷，是屬於圓山文化時期的人類，距今約兩千五百年至三千年。
- 2003年12月，官辦民營的芝山文化史蹟公園開幕。

## 芝山岩文化
芝山岩文化有其兩層定義，一則是指於芝山岩遺跡發現各史前時代文化層的總稱，此定義下，於圓山遺址出土的現有圓山文化包含植物園文化、圓山文化、芝山岩文化、訊塘浦文化，大坌坑文化。此文化層的分佈為「垂直性重疊」。也就是於同一地點，依挖掘深度而有不同文化遺跡。
一般來說，芝山岩文化較普遍說法是指1979年，在地表下約兩公尺深處，挖到的新文化層。
該文化層的年代約在3000年至3600年之間。該因為挖掘建築基地所出現的遺址，出現在水平面以下，因此保存很多有機質遺物，如木製器具、繩索、稻穀及植物種子等。除此，還有充當農具的石器，陶器和骨角器。比較特殊的是，該遺址還出現罕見的掘棍與裝飾品。
從遺址中出土人工栽培的帶穗稻穀及大量農具，可知當時已有精熟稻作，另外，從該遺跡大量的鹿、豬、羌、魚的食用殘骸顯示，可知當時人亦盛行狩獵與漁撈。這個文化於臺灣史載上，找不出它的源起，也與之前發現的圓山文化等史前文化不太相同，因此於1979年發現時，依照國際慣例，特別命名為芝山岩文化。以通行文化區分來看，芝山岩文化應屬於新石器時代的晚期
另外，於2000年12月發現的完整史前時代骨骸，屬於芝山岩遺址多文化層中的圓山文化。

## 芝山岩文化的相關出土器物
- 農作相關：木器、繩索、稻穀、植物種子
- 陶器：以灰黑色和紅褐色的泥質陶為主，表面大多素面打磨。打造出來的作品為少見的黑皮陶和彩陶。器型以外高口的罐形器為多。
- 石器：主要為農工用具，也有少見的礫石砍器。
- 骨角器：以骨角尖器、骨錘、骨鑿出現最多，可能是主要的漁獵具。
- 其他：掘棍、裝飾品。

## 和“芝山岩遺址”相關的學術書目舉隅
(按照作者姓氏漢語拼音順序排列)
- 陳得次，1980，芝山岩貝塚出土之史前時代原住民生活。史聯雜誌 1，no. 1：47-51。
- 黃士強，1981，芝山岩遺址發掘及所引起的問題，見劉寧顏，臺灣史蹟源流，頁79-103。臺中：臺灣省文獻委員會。
- 黃士強，1982，第十九次「臺灣研究研討會」記錄：芝山岩遺址發掘。臺灣風物 32，no. 3：68-98。
- 黃士強，1984，臺北芝山巖遺址發掘報告。臺北：臺北市文獻委員會。
- 黃台香，1981，芝山岩考古發掘。人類與文化，no. 16：83-86。
- 連照美，1980，芝山岩遺址第一次發掘。人類與文化，no. 14：72-74。
- 王強，1980，芝山岩遺址「搶救考古」田野日記。人類與文化，no. 14：75-77。

## 外部連結
- 芝山岩遺址—文化部文化資產局 （页面存档备份，存于）